# Rotbauchmaki
Der Rotbauchmaki (Eulemur rubriventer) ist eine Primatenart aus der Familie der Gewöhnlichen Makis (Lemuridae) innerhalb der Lemuren (Lemuriformes).

## Merkmale

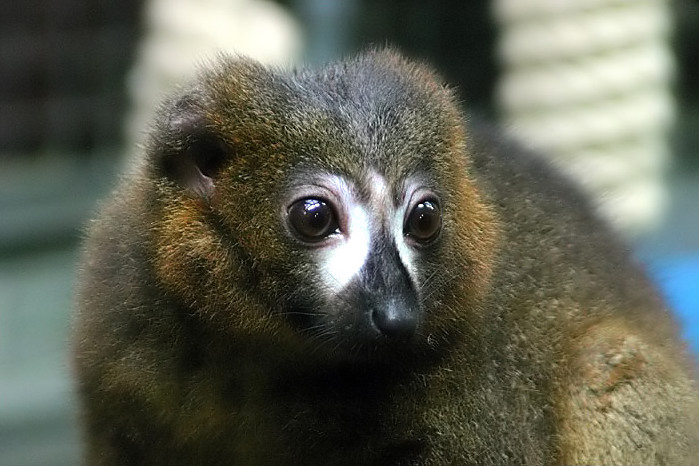
Kopf eines Männchens

Rotbauchmakis erreichen eine Kopfrumpflänge von 35 bis 40 Zentimetern, der lange, buschige Schwanz ist mit 43 bis 53 Zentimetern länger als der Rumpf. Das Gewicht beträgt 1,6 bis 2,4 Kilogramm. Das Fell dieser Tiere ist lang und dicht. Bei den Männchen sind der Rücken, die Brust und der Bauch kastanienbraun gefärbt, der Schwanz ist deutlich dunkler, nahezu schwarz. Die Oberseite des Kopfes, das Gesicht und die Schnauze sind dunkelgrau, unter den Augen befinden sich auffällige weiße, tränenähnliche Zeichnung. Aufgrund des dichten Fells im Bereich der Ohren wirkt der Schädel rechteckig. Bei den Weibchen ist der Rücken ebenfalls kastanienbraun und der Schwanz ebenfalls schwarz, die Brust und der Bauch sind allerdings weißgrau. Der Kopf wirkt weniger eckig, seine Oberseite ist nicht dunkel und die weißen Zeichnungen unter den Augen sind deutlich kleiner oder fehlen völlig.

## Verbreitung und Lebensraum

Verbreitungsgebiet des Rotbauchmakis (rot)

Rotbauchmakis sind auf Madagaskar endemisch, wo sie die Regenwälder im Osten der Insel vom Tsaratanana-Bergland im Norden bis zum Andringitra-Bergland im Süden bewohnen. Sie sind häufiger in mittleren und höheren Höhenlagen zu finden und kommen bis in 2400 Meter Seehöhe vor.

## Lebensweise und Ernährung
Diese Primaten sind kathemeral, das heißt, sie haben keinen ausgeprägten Tag-Nacht-Rhythmus. Ihr Aktivitätsgrad hängt von der Jahreszeit und vom Nahrungsangebot ab. Sie suchen in allen Höhenstufen der Bäume nach Nahrung und kommen gelegentlich auch auf den Boden. Sie leben meist in Familiengruppen mit 2 bis 6 Tieren, die sich aus einem Männchen, einem Weibchen und dem gemeinsamen Nachwuchs zusammensetzen. Sehr selten findet man auch größere Gruppen mit mehreren erwachsenen Tieren. Die Gruppen bewohnen ein Revier von 10 bis 20 Hektar, das sie mit Drüsensekret markieren verteidigen. Das Weibchen führt die Gruppe an, je nach Nahrungsangebot legen sie täglich 400 bis 1000 Meter zurück.
Früchte bilden den Hauptbestandteil der Nahrung. Sind keine Früchte verfügbar, fressen sie auch Blüten, Blätter und anderes Pflanzenmaterial. Kleintiere, insbesondere Tausendfüßer, machen einen kleinen, aber wichtigen Bestandteil der Nahrung aus.

## Fortpflanzung
Nach einer rund 125-tägigen Tragzeit bringt das Weibchen im September oder Oktober ein einzelnes Jungtier zur Welt. Zunächst klammert sich das Neugeborene an den Bauch der Mutter, später reitet es auf ihrem Rücken oder dem des Vaters. Ab der fünften Lebenswoche trägt es die Mutter nicht mehr, der Vater hingegen schon noch, bis das Junge rund 100 Tage alt ist. Mit rund fünf Monaten wird es entwöhnt und mit rund zwei Jahren geschlechtsreif.

## Gefährdung
Die Zerstörung ihres Lebensraums durch Brandrodung und Abholzung stellt die Hauptbedrohung für die Rotbauchmakis dar. In manchen Regionen werden sie auch bejagt. Die Populationsdichten sind generell sehr niedrig, und die IUCN schätzt, dass in den vergangenen 24 Jahren (drei Generationen) der Gesamtbestand um mehr als 30 % zurückgegangen ist. Die Art wird deshalb als „gefährdet“ (vulnerable) geführt.
In Europa wird die Art in Berlin und Saarbrücken gepflegt.

## Belege
1. ↑   ZTL 16.6